# Alvaredos
Alvaredos is een plaats (freguesia) in de Portugese gemeente Vinhais en telt 83 inwoners (2001).